# Letlands Etnografiske Frilandsmuseum
Letlands Etnografiske Frilandsmuseum (lettisk: Latvijas Etnogrāfiskais brīvdabas muzejs) er et etnografisk frilandsmuseum i den nordøstlige udkant af Riga i Letland. Museet etableredes i 1924 inspireret af skandinaviske frilandsmuseer. Planen var at etablere et landbrug med islæt fra de fire lettiske landskaber Kurzeme, Zemgale, Vidzeme og Latgale, leveret af bygninger, der repræsenterer forskellige håndværk. I 1932 åbnede museet for offentligheden, og i 1939 stod 40 bygninger opført. I dag består frilandsmuseet af 118 bygninger samt mere end 3.000 genstande. De fleste etniske grupper i Letland er repræsenteret på museet. Museets samlinger tæller cirka 114.000 objekter.